# 曾家河乡
曾家河乡是中国陕西省汉中市宁强县下辖的一个乡。

## 行政区划
曾家河乡下辖以下行政区：
流溪沟村、赵家坎村、小流溪村、桃园子村、何家坝村、马家湾村